# Ermita del Calvario (Vall de Uxó)
La ermita del Calvario es un templo católico catalogado, de manera genérica como Bien de Relevancia Local según la Disposición Adicional Quinta de la Ley 5/2007, de 9 de febrero, de la Generalitat, de modificación de la Ley 4/1998, de 11 de junio, del Patrimonio Cultural Valenciano (DOCV Núm. 5.449 / 13/02/2007), con código de identificación 12.06.126-006.
Se encuentra localizada en el barrio Carbonaire, en l esquina de la calle número 4, cerca de la carretera de Segorbe, en el propio núcleo poblacional de Vall de Uxó, de la comarca de la Plana baja.

## Descripción
La ermita fue construida entre finales del siglo XVIII y principios de XIX, época en la que la ermita estaba ubicada lindando dos cementerios, para los que realizaba las funciones de parroquia. Con el traslado de los cementerios pasó a ser una ermita, realizando las veces de parroquia el nuevo templo edificado cerca de la ermita.
Pese a estar en el núcleo urbano, está un tanto alejada del centro y se accede a ella por unas escaleras situadas en una zona ajardinada, situándose la ermita sobre el nivel de la calzada.
Lo que más destaca de esta sencilla ermita es la riqueza de sus decoraciones y retablos cerámicos, de Alcora, situados tanto en el exterior como en el interior del templo. Externamente destacan: el retablo formando la oración para las almas del purgatorio, situado justo encima de la sencilla puerta rectangular de acceso al templo; el gran retablo cerámico con el Descendimiento de Jesús que se sitúa debajo de la pequeña espadaña (para una única campana), que remata la fachada principal, justo encima de una ventana rectangular situada en el eje central de la puerta y sobre ella; y por último, el retablo de la Última Cena, sito a la derecha de la puerta de acceso, y datado de 1804.
Por lo demás, la fachada está blanqueada y decorada con un zócalo, relieves y marcos en pintura color ocre.
En el año 2010 se inauguró la remodelación de la ermita, obra sufragada, a través de un convenio, entre Ayuntamiento, la Diputación de Castellón, los obispados de Segorbe-Castellón y Tortosa, y la Conselleria de Cultura.

## Fiestas
En el barrio de Carbonaire, donde se localiza la ermita, se festeja al Cristo del Calvario a mediados del mes de octubre. Son unas importantes fiestas de la localidad, y suelen tener fundamentalmente contenido religioso, con actos como procesiones y celebraciones eucarísticas.